# Полона (приток Мсты)
Полона — река в России, протекает в Окуловском и Любытинском районах Новгородской области. Река образуется при слиянии Кулаковки и Шилдушки у деревни Сутоки Вторые. Устье реки находится в 231 км по левому берегу реки Мста, у деревни Большие Светицы. Длина реки составляет 16 км, площадь водосборного бассейна 183 км².
В Окуловском районе на левом берегу реки стоит деревня Сутоки Вторые. В Любытинском районе по берегам реки стоят деревни Любытинского сельского поселения: Иваново, Ярцево, Филово, Степанково, Зачеренье и Большие Светицы (у устья).

## Данные водного реестра
По данным государственного водного реестра России относится к Балтийскому бассейновому округу, водохозяйственный участок реки — Мста без р. Шлина от истока до Вышневолоцкого г/у, речной подбассейн реки — Волхов. Относится к речному бассейну реки Нева (включая бассейны рек Онежского и Ладожского озера).
Код объекта в государственном водном реестре — 01040200212102000021091.

### Притоки (км от устья)
- 15 км: река Язовка (пр)
- 16 км: река Кулаковка (пр)

Слева в Полону впадают Ужинка и Еловик.